# QJY-88
QJY-88 ili Type 88 laka strojnica (kin. 88式通用机枪) je kineski mitraljez opće namjene kojeg je krajem 1980-ih dizajnirala vojna industrija Norinco. Mitraljez koristi streljivo kalibra 5.8×42mm DBP87 koje je razvijeno u Kini te za koje tamošnji vojni vrh tvrdi da je superiornije od zapadnog 5.56×45mm NATO ili sovjetskog 5.45×39mm. Isto streljivo koristi domaća automatska puška QBZ-95 te puškomitraljez QBB-95.
Način punjenja streljivom je moguć preko lanca s municijom ili plastičnog okvira kapaciteta 100 i 200 metaka. Oružje ima mogućnost brze zamjene cijevi, polimerski kundak te ugrađeni dvonožac.
S QJY-88 se u kineskoj vojsci namjerava zamijeniti postojeći Type 67.

## Korisnici
- NR Kina: kineska narodno-oslobodilačka vojska.

## Vidjeti također
- Type 67
- Type 80